# ريجي مور
ريجي مور (بالإنجليزية: Reggie Moore) مواليد 31 مارس 1981 في ليمووري، هو لاعب كرة سلة أمريكي/أنغولي. بدأ مسيرته الاحترافية في سنة 2003. يلعب مع بترو إتليتيكو. يحمل الرقم 8. حقق المركز الأول في بطولة أمم أفريقيا لكرة السلة 2013.

## المسيرة الاحترافية
لعب مع بالينينسيس لكرة السلة في موسم 2004–2005، ثم لعب مع غيسن فورتي سيكسرز في موسم 2006–2007، ثم لعب مع نادي دي لا بالما لكرة السلة في موسم 2007–2008.

## روابط خارجية
- ريجي مور على موقع الاتحاد الدولي لكرة السلة (الإنجليزية)
- ريجي مور على موقع كرة السلة الأوروبية.كوم (الإنجليزية)
- ريجي مور على موقع كلية كرة السلة في سبورتس رفرنس.كوم (الإنجليزية)
- ريجي مور على موقع ريلجم (الإنجليزية)
- ريجي مور على موقع ريلجم (الإنجليزية)
- ريجي مور على موقع بروبوليرز (الإنجليزية)
- ريجي مور على موقع سبورتس رفرنس (الإنجليزية)